# Newstead Abbey

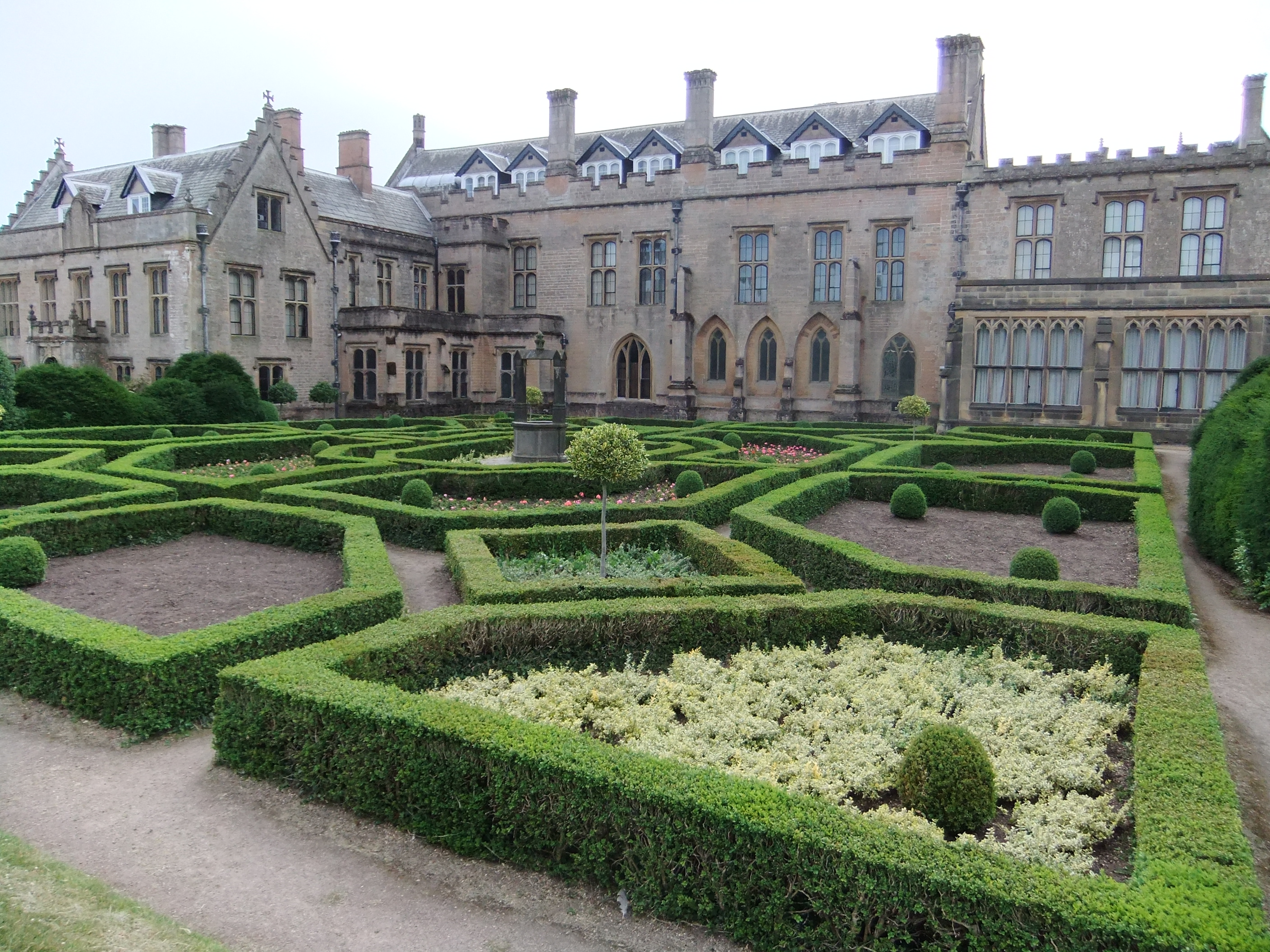
Facciata e giardini di Newstead Abbey

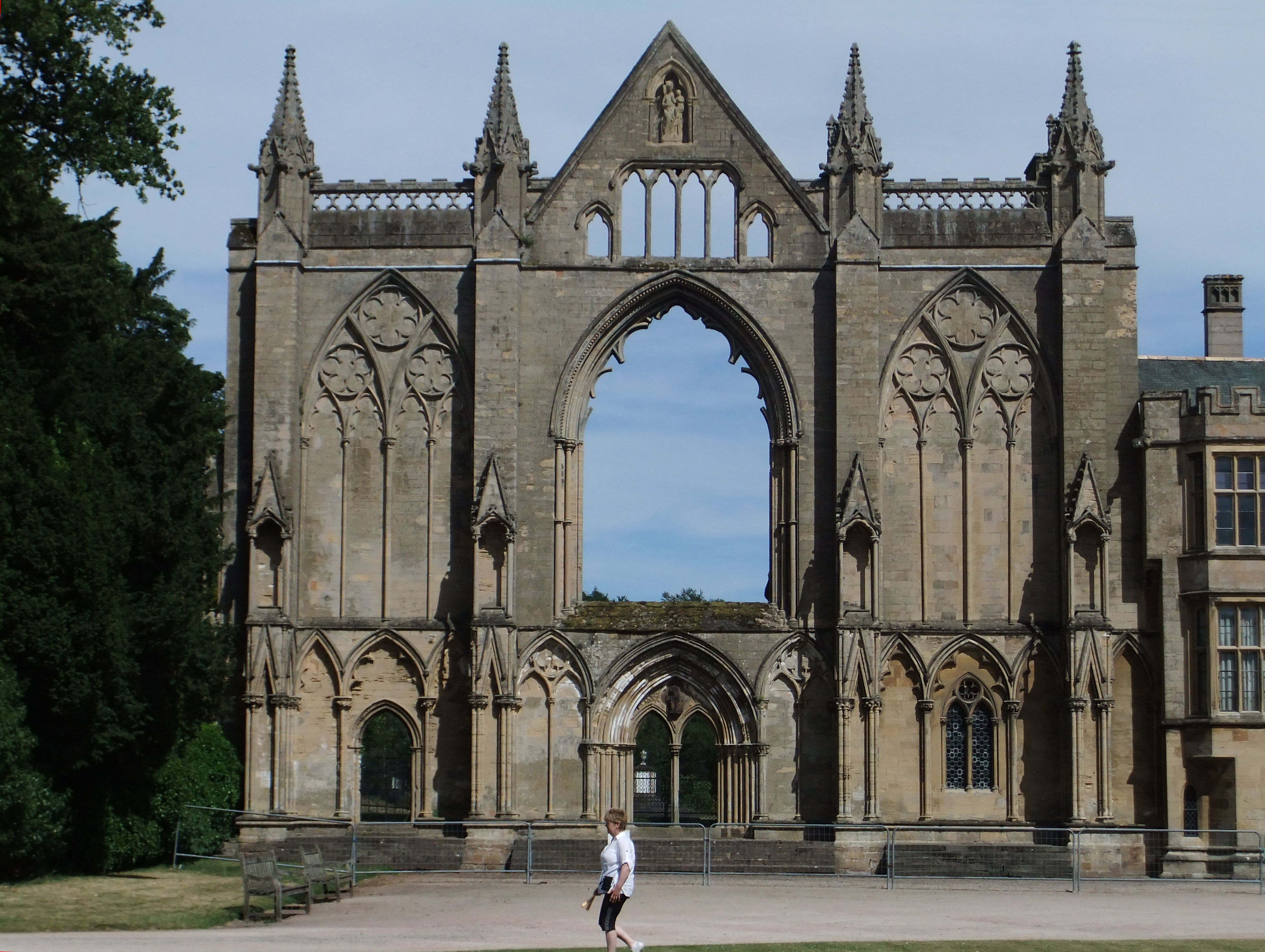
Le rovine dell'abbazia, incluse nella residenza

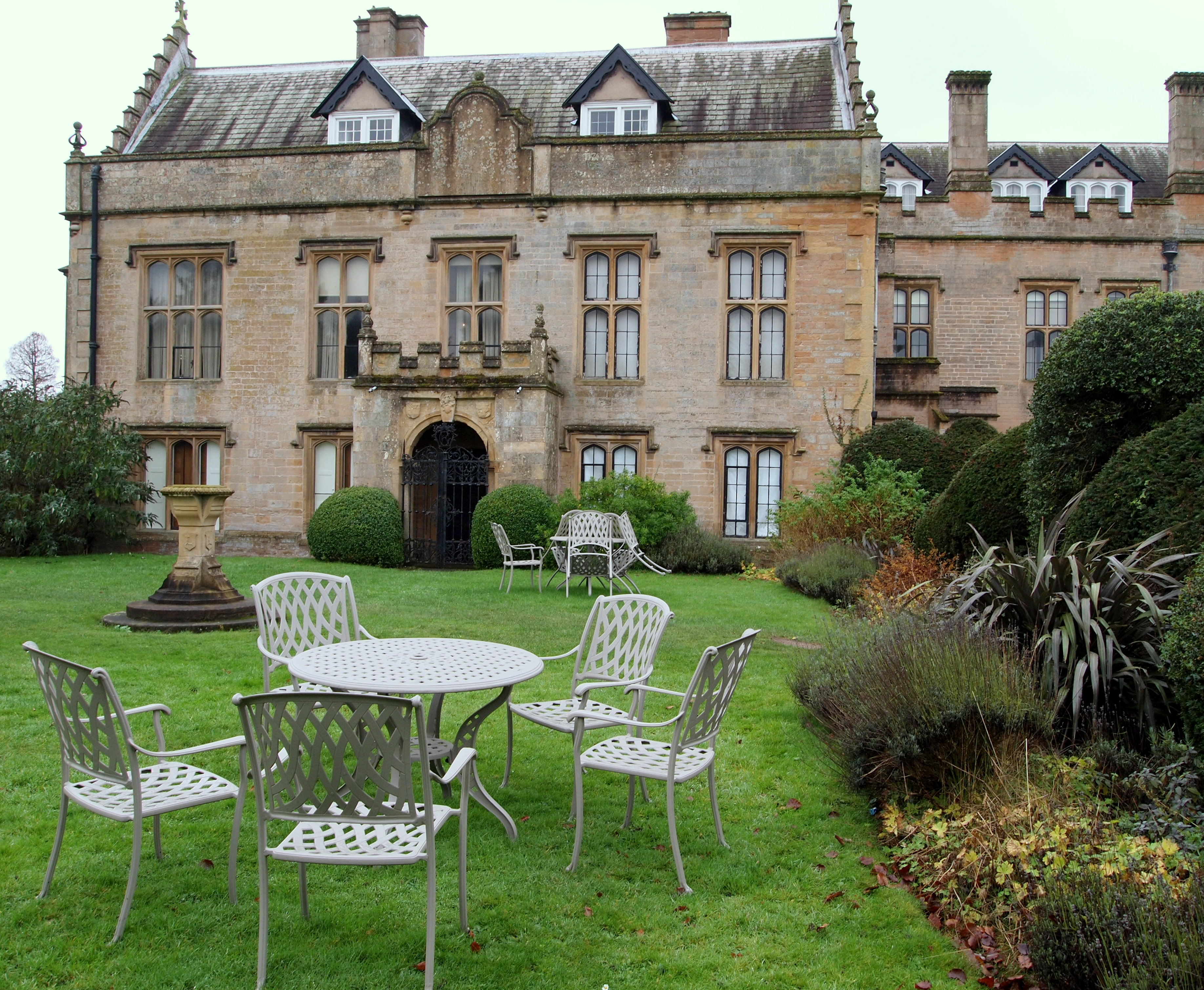
Giardino della tenuta

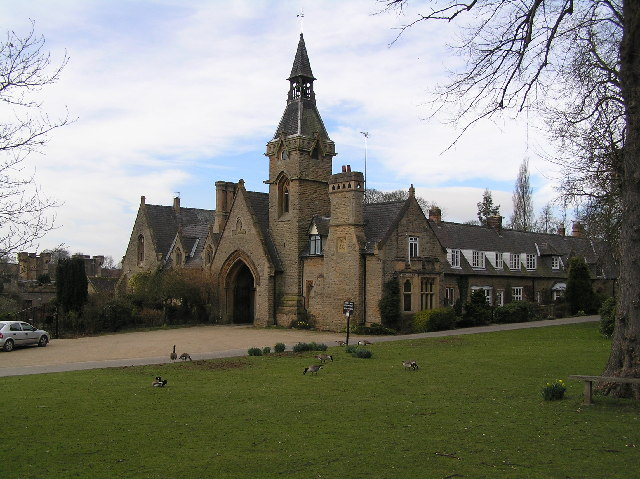
Edificio all'interno della tenuta

Newstead Abbey è un palazzo del villaggio inglese di Newstead, nella contea del Nottinghamshire (Inghilterra centrale), realizzato a partire dal XVI secolo sulle rovine di un ex priorato agostiniano (da cui il nome) del XII secolo. Fu per quasi tre secoli la residenza della famiglia Byron, che annoverava tra i suoi membri il celebre poeta George Gordon Byron.
La residenza è classificata come palazzo di secondo grado.

## Storia
L'edificio originario della tenuta, ovvero il priorato o abbazia di Newstead, venne realizzato intorno al 1170 da dei monaci agostiniani nei pressi della foresta di Sherwood, area di caccia della famiglia reale. Successive aggiunte furono poi effettuate nel 1274, quando fu realizzata l'ala occidentale, e nel XV secolo, quando vennero costruiti i chiostri.
L'ex-abbazia ospitò in più occasioni membri della famiglia reale, tra cui Edoardo I d'Inghilterra, che vi fece visita almeno per quattro volte.
Dopo la dissoluzione dei monasteri voluta da re Enrico VIII d'Inghilterra nel 1539,  la tenuta venne ceduta a Sir John Byron, tenente di Sherwood, per la somma di 810 sterline. Quest'ultimo e i suoi discendenti iniziarono la costruzione di una residenza, in cui incorporarono le rovine dell'ex-abbazia.
Nel 1798, quando il futuro scrittore George Gordon Byron, che all'epoca aveva 10 anni, visitò per la prima volta Newstead Abbey, la residenza si trovava in uno stato pericolante: ad esempio, l'ala orientale era priva del tetto. Byron si lamentò dello stato di decadenza della residenza dei suoi avi nel poema On Leaving Newstead Abbey, composto nel 1807, con le parole Thou, the hall of my Fathers, art gone to decay.
George Byron si stabilì poi stabilmente a Newstead a partire dal 1808, dopo aver conseguito il diploma a Cambridge: fu ospitato negli alloggi del palazzo. Secondo i racconti, George Byron, che visse a tempo pieno nella tenuta e poi solo saltuariamente, soleva tenere all'interno del palazzo delle feste, durante il quale pare avesse l'abitudine di bere del brandy usando come calice un teschio umano.
In seguito, nel 1817, George Byron cedette Newstead Abbey al colonnello Thomas Wildman, suo ex-compagno di scuola a Harrow, e non vi fece mai più ritorno. Complessivamente, avevano risieduto a Newstead Abbey otto generazioni della famiglia Byron.
Dopo la morte di Lord Byron, si racconta che Newstead Abbey ebbe come visitatrice un'ammiratrice dello scrittore, Sophia Hyatt, che, vestita di bianco, soleva comporre in loco delle poesie dedicate al suo idolo.
Nel 1870 Newstead Abbey divenne di proprietà di Frederick Webb e fu in seguito ereditata dalle sue figlie, Lady Chemside (dal 1899) e poi da Ethel Webb (dal 1910) e da Augusta Fraser (dal 1920). In seguito, venne ereditata dal figlio di quest'ultima, Charles Ian Fraser.
L'ultimo proprietario privato di Newstead Abbey fu Sir Julien Cahn (1882-1942), il quale, dopo averla acquistata all'asta, la donò al consiglio di Nottingham affinché se ne occupasse del restauro. L'opera di restauro previde, tra l'altro, la messa in sicurezza della facciata orientale e costò complessivamente 300.000 sterline.

## Architettura
La residenza è circondata da giardini, tra cui un giardino francese, un giardino giapponese e un giardino spagnolo.
Dell'ex-abbazia di Newstead sono ancora visibili i chiostri, il refettorio, la cucina e il laghetto dove pescavano i monaci. È accessibile ai visitatori la stanza in cui dormiva Lord Byron, dove si trova ancora la sua pistola.
Nella residenza è ospitata una vasta collezione di fotografie, che mostrano l'edificio nel XIX secolo.

## Leggende
Secondo le leggende, nelle rovine dell'ex-abbazia si aggirerebbero vari fantasmi, tra cui quello di John Byron, figlio dell'omonimo primo proprietario della tenuta dopo la dissoluzione del monastero.